# Lobelia limosa
Lobelia limosa är en klockväxtart som först beskrevs av Robert Stephen Adamson, och fick sitt nu gällande namn av Franz Elfried Wimmer. Lobelia limosa ingår i släktet lobelior, och familjen klockväxter. IUCN kategoriserar arten globalt som otillräckligt studerad. Inga underarter finns listade i Catalogue of Life.